# Monte Solaro
Il monte Solaro è la cima più alta dell'isola di Capri con i suoi 589 metri.

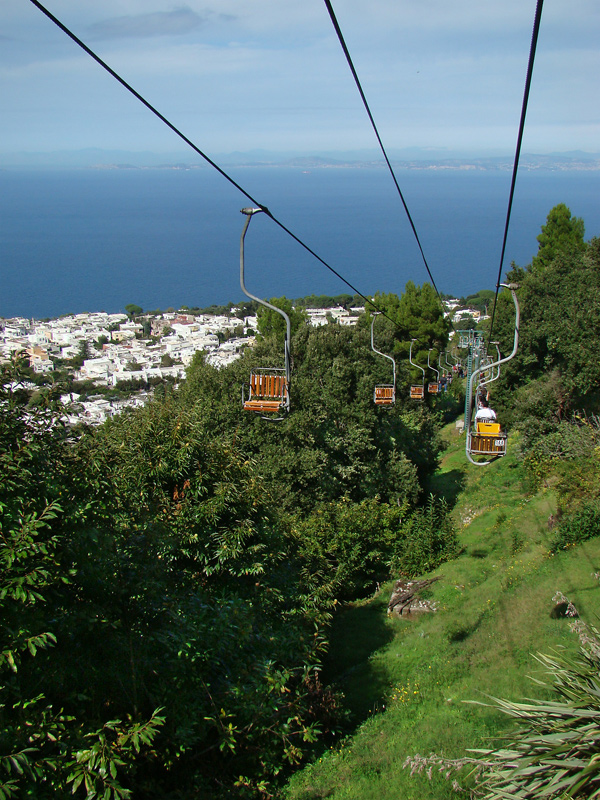
La seggiovia

(Carl Gustav Carus, Viaggio attraverso la Germania, l’Italia e la Svizzera nel 1828)

## Geologia e topografia
Il monte Solaro è formato dalla stessa roccia di tipo calcareo di cui è fatta l'intera isola. Esso fa parte della stessa catena cui appartiene anche il Monte Faito.
Alle pendici del monte sorge il comune di Anacapri, che si distende sulla piana omonima.

## Flora e fauna
L'area del monte Solaro è abitata da una vegetazione rigogliosa composta da quasi 900 specie diverse: fra quelle principali e più numerose per esemplari si possono citare l'acanto, il corbezzolo, l'erica, il ginepro, la ginestra, il leccio, il lentisco, il litosperma, il mirto e lo smilace a quota più alta; più in basso si possono trovare l'alaterno, l'alloro, gli anemoni, il cisto, il corbezzolo, la daphne, il lentisco, la lithodora rosmarinifolia, il mirto, i narcisi, le orchidee, il pino italico.
Per quanto riguarda la fauna il monte è visitato da numerosissime specie di uccelli migratori, tra cui il falco pellegrino. Nell'area del castello Barbarossa è presente la lucertola azzurra, unica al mondo, che vive solo qui e su uno dei faraglioni.

## Escursione
A piedi la vetta è relativamente accessibile, tramite il cosiddetto passetiello (da Capri) o da una stradina in salita che si diparte dal viale Axel Munthe in Anacapri.
Entrambi i percorsi sono adatti ai buoni camminatori dotati di una preparazione fisica quantomento discreta ed è più consigliabile farli al ritorno in discesa, quando si fa meno fatica e ci si può godere di più la bellezza degli spazi circostanti, costituita da vegetazione di tipo mediterraneo e da fauna che comprende anche specie endemiche e rare.
Sempre al ritorno, lungo il sentiero si può anche visitare l'eremo di Santa Maria a Cetrella, pittoresco per la sua architettura tipicamente rustica ed isolana.
All'andata molto più comoda e veloce è la seggiovia di Anacapri-Monte Solaro, la cui stazione di partenza si trova nei pressi di piazza Vittoria ad Anacapri.
Arrivati sulla sommità si trovano un complesso di terrazze a belvedere con solarium ed american bar, che sorgono vicino ai resti del cosiddetto Fortino di Bruto, costruito all'epoca delle guerre napoleoniche per scopi militari.
Dalla cima la vista che si può godere abbraccia i due golfi di Napoli e di Salerno e si estende fino agli appennini. Particolarmente bella è da qui la vista dei faraglioni.
Nei pressi della salita da Anacapri vi è il castello Barbarossa, in parte diruto, che è compreso in un'area che dal 1997 ospita un'oasi del WWF, con annesso centro ornitologico per l'inanellamento degli uccelli.

## Clima
Il clima è di tipo Mediterraneo, anche se, a causa dell'altitudine, durante l'inverno la temperatura può scendere anche sotto zero. Dal maggio 2010 è attiva una stazione meteo sulla vetta.